# Paracroria
Paracroria is een geslacht van vlinders van de familie uilen (Noctuidae), uit de onderfamilie Amphipyrinae.

## Soorten
- P. griseocincta (Hampson, 1902)
- P. major Janse, 1938
- P. milloti Viette, 1969